# Нові Смолеговиці
Нові Смолеговиці (рос. Новые Смолеговицы) — присілок у Волосовському районі Ленінградської області Російської Федерації.
Населення становить 79 осіб. Належить до муніципального утворення Большеврудське сільське поселення.

## Історія
Від 1 серпня 1927 року належить до Ленінградської області.

## Населення
| 2007 | 2010 | 2017 |
| ---- | ---- | ---- |
| 56   | ↗70  | ↗79  |